# Concha Yoldi
Concha Yoldi (Sevilla, 1954), cuyo nombre completo es María Concepción Yoldi García, es una empresaria española, presidenta de la compañía Persán, empresa líder en la fabricación de detergentes y suavizantes en Europa. También ha estado vinculada al ámbito académico y a la promoción de la responsabilidad social corporativa a través de la Fundación Persán.

## Biografía
Nacida en Sevilla en 1955, es hija de Francisco Yoldi Delgado (1931-2013), químico y director de Persán y de Concepción García Gordillo, hija a su vez de Francisco García Lorenzo, fundador de Persán. Su abuelo paterno fue catedrático de la Universidad de Sevilla y tenía el primer laboratorio de análisis clínicos que hubo en Andalucía
Se licenció en Ciencias Económicas y Empresariales por la Universidad de Sevilla y comenzó su trayectoria profesional en Javier Molina S.A., empresa del sector agrario.
Posteriormente, se incorporó a Persán, donde desempeñó diversos cargos, incluyendo la dirección de Compras y Aprovisionamiento. En 1996, año en que se jubiló su padre, ascendió al cargo de vicepresidenta. En 2021, asumió la presidencia de la compañía, tras la muerte de su marido José Moya Sanabria, que era consejero delegado y presidente ejecutivo desde 1993.
También ha desempeñado los cargos de consejera territorial y miembro del consejo social de Caser Seguros en Andalucía, miembro del Consejo Asesor de la Fundación Exit, del Consejo Territorial de CaixaBank y del Consejo Rector de la Agencia Andaluza del Conocimiento, así como del Consejo Social de Telefónica en Andalucía hasta su disolución.
Es además presidenta de Grupo Álea, family office especializado en la inversión en proyectos de innovación y tecnología.

## Fundación Persán
En 2006, impulsó la creación de la Fundación Persán, una entidad dedicada a la integración laboral de personas en situación de vulnerabilidad y al fomento del emprendimiento juvenil.

## Faceta académica
- Cátedra de Detergencia Persán: En 2007, lideró la creación de una cátedra en la Facultad de Química de la Universidad de Sevilla, en donde su abuelo fue catedrático de Química Orgánica,  para fomentar la colaboración entre la universidad y la empresa en el ámbito de la detergencia.
- En torno a 2020 formaba parte del Consejo Social de la Universidad Pablo de Olavide en la Comisión de Presupuesto, ocupó este cargo durante 6 años.
- Yoldi fue presidenta del Consejo Social de la Universidad de Sevilla entre 2015 y 2024, impulsando iniciativas para mejorar la empleabilidad y la relación entre universidad y empresa. En 2024, recibió la Medalla de Oro de la Universidad de Sevilla en reconocimiento a su labor.[9][10]
- Académica de número de la Academia de Ciencias Sociales y del Medio Ambiente de Andalucía (desde 2024).[11]

## Distinciones y reconocimientos
A lo largo de su carrera, ha recibido múltiples distinciones, entre ellas:
- Medalla al Mérito Laboral de Andalucía (2010).
- Medalla de Andalucía (2012).
- Premio a la trayectoria profesional de la Cámara de Comercio de Sevilla (2013).
- Medalla de la Ciudad de Sevilla (2014).
- Premio UNIA Concha Caballero (2017).
- Premio Plaza de España a la defensa de los valores constitucionales.
- I Premio Reconocimiento Andaluz, concedido por Telefónica y el Grupo Joly (2020).
- Denominación de una calle "Concha Yoldi" en la ciudad de Sevilla (2020).
- Premio Honorífico Alumni de la Universidad de Sevilla (2023).
- I Premio "Rafaela Majó" a los valores de la Mujer Bética (2023).
- Medalla de Oro de la Universidad de Sevilla (2024).
- Doctora Honoris Causa por la Universidad CEU Fernando III (2025).[12][13]

## Patrimonio
En 2025, se estimó su patrimonio en 335 millones de euros, situándola entre las 100 mujeres más ricas de España y como la más acaudalada de Andalucía.

## Otros cargos y distinciones
Además de su labor en Persán y en su fundación, ha sido vicepresidenta de la Fundación Gota de Leche, patrona de la Fundación Princesa de Girona y miembro de la Academia de Ciencias Sociales y del Medio Ambiente de Andalucía.